# Koh-i-Noor Hardtmuth

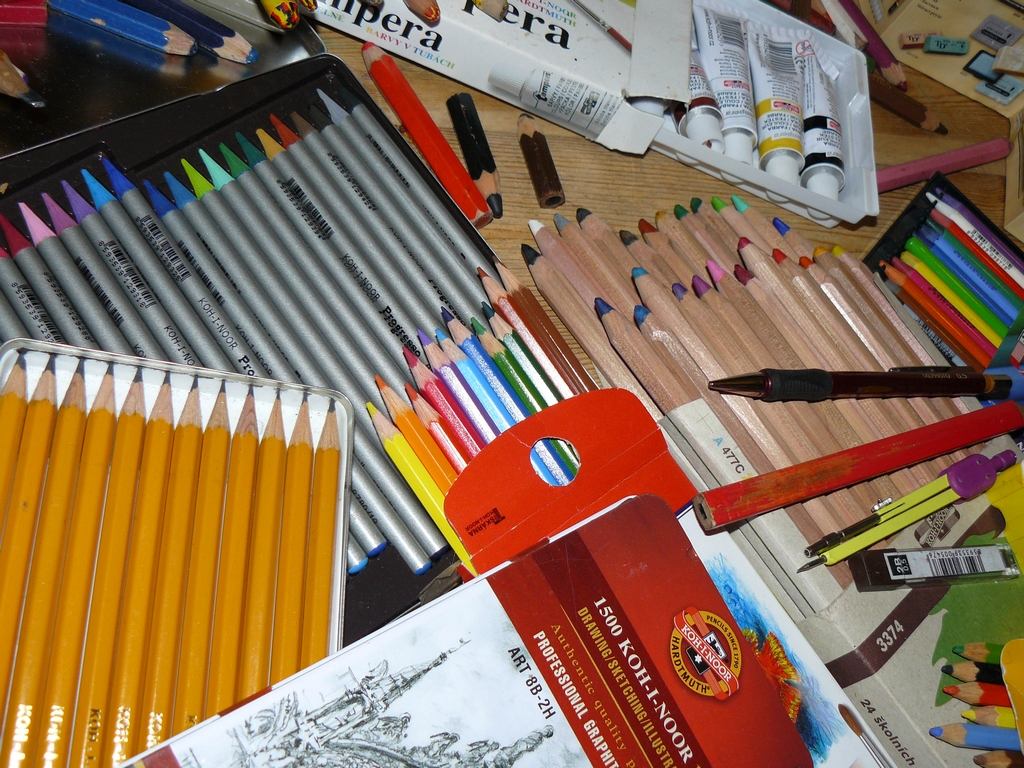
Товары Koh-I-Noor

Koh-i-Noor Hardtmuth a.s. (произн. Кох-и-Нор Хардмут А Эс) — чешский производитель широкого ассортимента карандашей, ручек, принадлежностей для рисования и прочих канцелярских товаров.
Компания основана в 1790 году Йозефом Хардмутом (нем. Joseph Hardtmuth) в Австрии и названа в честь алмаза «Кохинур», одного из самых известных драгоценных камней. В 1802 году компания запатентовала первый графитовый карандаш, выполненный из глины и графита.
В 1848 году бизнес перешёл к сыновьям Йозефа, Карлу и Людвигу, которые перенесли производство в чешский город Ческе-Будеёвице. Товары компании были удостоены наград на многих мировых выставках, в том числе в 1855 в Нью-Йорке, в 1856, 1900 и 1925 в Париже, в 1862 в Лондоне, в 1882 в Вене, в 1905 в Милане.
На Всемирной выставке 1889 года в Париже компания представила карандаши нового бренда «Koh-I-Noor Hardtmuth». Новые карандаши, скоро ставшие стандартом во всем мире, представляли собой тонкий графитовый стержень, заключённый в деревянный корпус из кедра.
После Второй мировой войны компания Koh-i-Noor Hardtmuth была национализирована, но в 1992 году перешла в частную собственность. В состав концерна входит 8 заводов на территории Чехии, а также зарубежные заводы в Лихтенштейне, Польше, Румынии, Болгарии, Италии, Словакии, Китае и России. Так, например, чешскому концерну до 2020 года частично принадлежал единственный в СНГ производитель карандашей из сибирского кедра — Сибирская карандашная фабрика.
Продуктовая линейка компании включает:
- карандаши,
- шариковые ручки,
- чертёжные инструменты,
- пастель и другие канцелярские товары.